# Amerikaanse auto in 1946
Dit artikel geeft een overzicht van alle Amerikaanse personenwagens geproduceerd in 1946 door een significante autoconstructeur. De auto's staan alfabetisch gerangschikt per merk. Hier staan enkel Amerikaanse merken, ongeacht of ze eigendom zijn van een niet-Amerikaans concern. Ook gaat het om constructeurs die algemeen bekend zijn met auto's die algemeen voor het publiek verkrijgbaar zijn. 
| Chrysler |                  | concern:                  | Onafhankelijk |
| Chrysler | divisie:         |                           |               |
| Chrysler | merk:            | Chrysler Verenigde Staten |               |
| Chrysler | model:           | Imperial                  |               |
| Chrysler | einde productie: | 1948                      |               |
| Chrysler | productieaantal: | ?                         |               |

| Chrysler |                  | concern:                  | Onafhankelijk |
| Chrysler | divisie:         |                           |               |
| Chrysler | merk:            | Chrysler Verenigde Staten |               |
| Chrysler | model:           | New Yorker                |               |
| Chrysler | einde productie: | 1948                      |               |
| Chrysler | productieaantal: | ?                         |               |

| Chrysler |                  | concern:                  | Onafhankelijk |
| Chrysler | divisie:         |                           |               |
| Chrysler | merk:            | Chrysler Verenigde Staten |               |
| Chrysler | model:           | Town & Country            |               |
| Chrysler | einde productie: | 1948                      |               |
| Chrysler | productieaantal: | ?                         |               |

| DeSoto |                  | concern:                | Chrysler Verenigde Staten |
| DeSoto | divisie:         |                         |                           |
| DeSoto | merk:            | DeSoto Verenigde Staten |                           |
| DeSoto | model:           | S-11 C Suburban         |                           |
| DeSoto | einde productie: | 1949                    |                           |
| DeSoto | productieaantal: | 7500                    |                           |

| Lincoln |                  | concern:                 | Ford Motor Company Verenigde Staten |
| Lincoln | divisie:         |                          |                                     |
| Lincoln | merk:            | Lincoln Verenigde Staten |                                     |
| Lincoln | model:           | Continental              |                                     |
| Lincoln | einde productie: | 1948                     |                                     |
| Lincoln | productieaantal: | ?                        |                                     |

| Mercury |                  | concern:                 | Ford Motor Company Verenigde Staten |
| Mercury | divisie:         |                          |                                     |
| Mercury | merk:            | Mercury Verenigde Staten |                                     |
| Mercury | model:           | 69M Wagon                |                                     |
| Mercury | einde productie: | 1946                     |                                     |
| Mercury | productieaantal: | 2797                     |                                     |

| Nash |                  | concern:              | Onafhankelijk |
| Nash | divisie:         |                       |               |
| Nash | merk:            | Nash Verenigde Staten |               |
| Nash | model:           | Ambassador Suburban   |               |
| Nash | einde productie: | 1948                  |               |
| Nash | productieaantal: | ?                     |               |

| Studebaker |                  | concern:                    | Onafhankelijk |
| Studebaker | divisie:         |                             |               |
| Studebaker | merk:            | Studebaker Verenigde Staten |               |
| Studebaker | model:           | Champion                    |               |
| Studebaker | einde productie: | 1949                        |               |
| Studebaker | productieaantal: | ?                           |               |

| Tucker |                  | concern:                | Onafhankelijk |
| Tucker | divisie:         |                         |               |
| Tucker | merk:            | Tucker Verenigde Staten |               |
| Tucker | model:           | Sedan                   |               |
| Tucker | einde productie: | 1948                    |               |
| Tucker | productieaantal: | 51                      |               |